# Улугчат
Уезд Улугчат (кирг. ۇلۇۇچات وودانى, Улуучат ооданы, уйг. ئۇلۇغچات ناھىيىسى‎, кит. упр. 乌恰县, пиньинь Wūqià xiàn, палл. Уця сянь) — уезд Кызылсу-Киргизского автономного округа Синьцзян-Уйгурского автономного района КНР.

## История
В древности княжество Цзюаньду (捐毒). По данным Хань шу: 380 семей, 1100 человек, 500 воинов. Жители - кочевники, обычаями сходны с усунями, потомки саков.
Уезд Улугчат был образован в 1938 году. В августе 1954 года вошёл в состав новообразованного Кызылсу-Киргизского автономного округа.

## Административное деление
Уезд Улугчат делится на 2 посёлка и 9 волостей.

## Экономика
Рядом с КПП Иркештам работает промышленный парк (переработка сельскохозяйственной продукции).

## Транспорт
Важное значение имеет транзит грузов по автодороге Улугчат — Эркеч-Там (Синьцзян — Ош); через КПП Иркештам Китай импортирует зерно, уголь и сырье для текстильной промышленности, а экспортирует одежду, обувь, повседневные товары, автомобили, комплектующие части, механическое оборудование и бытовую технику.